# Джон Шонгер
Джон Карл Шонгер (англ. John Schoenherr; 5 липня 1935 — 8 квітня 2010) — американський ілюстратор. У 1988 році він отримав медаль Колдекотта за ілюстрацію дитячих книжок США, проілюструвавши «Совиний місяць» Джейн Йолен, яка розповідає про те, як батько вперше взяв свою молодшу дитину на традиційну прогулянку, щоб побачити сову. У 2015 році він був посмертно включений до Зали слави наукової фантастики та фентезі.

## Життєпис
Шонгер народився в Нью-Йорку (Мангеттен) і виріс у Квінзі, «у німецькомовній родині в спільноті поліглотів», де він використовував малюнки для спілкування з носіями інших мов. Він закінчив середню школу Стайвесант і вивчав мистецтво в Лізі студентів-художників Нью-Йорка з Віллом Барнетом та в Інституті Претта.
Шонгер був жителем містечка Делавер, округ Гантердон, Нью-Джерсі. Він помер 8 квітня 2010 року від хронічної обструктивної хвороби легень в Істоні, штат Пенсільванія.

## Кар'єра
Шонгер, можливо, відомий найбільше як оригінальний ілюстратор суперобкладинок Дюна, науково-фантастичного роману Френка Герберта 1965 року, який відкрив серію книг і медіа-франшизу. Раніше він ілюстрував серіалізацію роману в Аналозі, ця робота принесла йому премію Г'юго 1965 року як найкращий професійний художник. Пізніше він виконав малюнки для аналогової серіалізації «Дітей Дюни» Герберта. У 1978 році видавництво Berkley Books опублікувало Дюна (фораншиза), видання Dune з 33 чорно-білими ескізами та 8 повнокольоровими картинами Шонгера. У 1980 році Герберт писав, що хоча він не розмовляв із Шенхерром до того, як художник створив картини. Автор був здивований, виявивши, що твір виглядає саме так, як він уявляв собі вигадані сюжети, включаючи піщаних черв'яків, барона Харконнена та сардаукарів.
Шонгер також був дуже відомий як художник дикої природи та ілюстратор дитячих книг, на його рахунку понад сорок книжок. Більшість його чорно-білих ілюстрацій використовувала техніку скретчборд, і він довгий час був відомий як єдиний комерційний художник, який спеціалізувався на цьому. Його картини часто були створені іншим незвичайним засобом — яєчною темперою. Шонгер також робив картини для НАСА. Знання Шонгера із зоології були дуже корисними для створення інопланетних істот. Він був членом Американського товариства маммалогів, Товариства художників-анімалістів і Товариства ілюстраторів.
Починаючи з 1960-х років Шонгер створив численні науково-фантастичні ілюстрації на додаток до творів мистецтва в інших жанрах. Серед книжок, які він проілюстрував, «Вовк» і «Шахрай» Стерлінга Норта, остання з них нагороджена Медаллю Джона Ньюбері. Під керівництвом Джона Вуда Кемпбелла-молодшого та Бена Бови в Аналог він також проілюстрував перші оповідання Енн Маккефрі "Вершники драконів з Перну», повісті 1967/1968 «Пошук Вейра» та «Вершник дракона» (кожна також представлена на одній обкладинці Аналог). які згодом були розроблені як роман Політ дракона. Обкладинка Шонгера у липні 1975 року для Аналога була стала взірцем дизайну для персонажа Зоряних воєн Чубакки. Він також працював для видавництв наукової фантастики в м'якій та твердій обкладинках, таких як Ace Books і Доблдей.

## Нагороди
- 1965 Премія Г'юго за найкращого професійного художника[12][14]
- Медаль Калдекотта 1988 року за фільм «Совиний місяць» Джейн Йолен
- 2015 Зала слави наукової фантастики і фентезі[8][9]